# نوكيا 7390

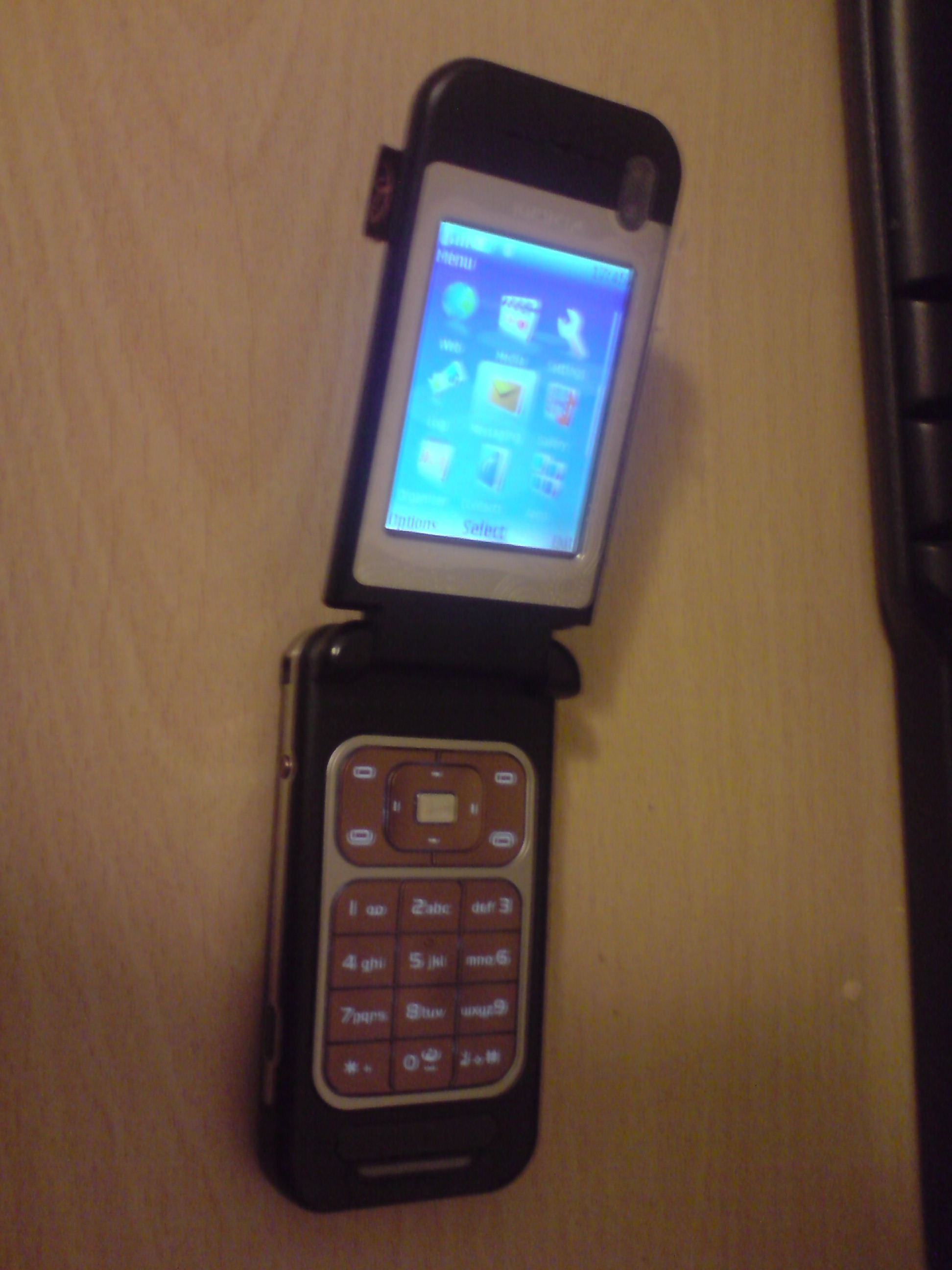
نوكيا 7390

نوكيا 7390 هو أحد أجهزة نوكيا، شركة الهواتف والتقنية النقالة. يأتي هذا الجهاز مع شاشة نوعها 240 * 320 24-بت (16,7M) لون. تم إصدار هذا الجهاز في 2006. أما بالنسبة لوضعية إنتاجه الحالية فلا يزال يُنتج. تقنيته/تردده هي GSM/UMTS. جيل الجهاز هو BB5.0. عامل الشكل (التصميم) للجهاز هو "صدفة المحار.